# Oszkár svéd királyi herceg (1859–1953)
Oszkár Károly Ágost (Oscar Carl August) (Stockholm, 1859. november 15. – Grödinge, 1953. október 4.) A Bernadotte-házból származó svéd és norvég királyi herceg. Morganatikus házassága miatt lemondott címeiről.

## Élete
1859-ben született a stockholmi Drottningholm kastélyban. Édesapja Oszkár svéd királyi herceg, a későbbi II. Oszkár király, édesanyja pedig Zsófia született nassaui hercegnő, házassága révén svéd hercegné, majd királyné volt. Szülei házasságából négy gyermek született, Oszkár másodikként, testvérei:
- V. Gusztáv (1858–1950), Värmland hercege, apja halála után Svédország királya. Viktória badeni hercegnőt vette feleségül.
- Oszkár
- Károly (1861–1951), Västergötland hercege. 1897-ben Ingeborg dán hercegnőt (1878–1958) vette feleségül.
- Jenő (1865–1947), Närke hercege, festőművész és műgyűjtő. Nem nősült meg.

Születésekor a  Gotland hercege címet kapa. Édesanyja akaratának megfelelően nem magántanárok tanították, hanem egy arisztokrata fiúk számára fenntartott iskolában tanult testvéreihez hasonlóan. Később haditengerészeti képzést kapott és 1903-ban admirálisnak nevezték ki. Számos társadalmi és vallási szervezetben működött, a svéd KFUM (Keresztény nők és férfiak egyesülete - Kristliga Föreningen av Unga Kvinnor och Män) elnöke volt 1892 és 1943 között.
1888. március 15-én az angliai Bournemouth város Szent István templomában feleségül vette Ebba Henrietta Munck af Fulkila-t (1858–1946). Apja rossz szemmel nézte a házasságot, anyja viszont támogatta fiát, hogy szerelmi házasságot kössön. A feleség az akkori trónörökös felesége, Viktória udvarhölgye volt és nemesi származása ellenére a házasság morganatikusnak minősült. A házasság miatt Oszkár hercegnek le kellett mondania királyi hercegi címéről és minden előjogáról (közte a trón esetleges örökléséről is). Ekkortól a Bernadott herceg címet viselte. 1892. április 12-én anyai nagybátyja, Adolf luxemburgi nagyherceg a Wisborg hercege címmel ruházta fel. A cím egy a korábban Oszkár által birtokolt hercegség várromára, Visborgra utal. A Wisborg hercege cím azóta azon királyi sarjak címe, akik rangon alul házasodtak. Házasságukból 5 gyermek született:
- Maria Bernadotte (1889–1974), nem ment férjhez.
- Carl Oscar Bernadotte (1890–1977). Wisborg grófja. Kétszer házasodott; először 1915-ben Marianne de Geer af Leufsta-t vette el, akitől 1935-ben elvált. (1893–1978). Másodszor, 1937-ben  Gerty Börjesson-t (1910–2004) vette el. Első házasságából négy, másodikból egy gyermeke született.
- Sophia Bernadotte (1892–1936). Aki 1917-ben Carl-Marten Fleetwood (1885-1966) felesége lett, házasságukból gyermek nem született.
- Elsa Cedergren (1893–1996). Apjához hasonlóan ő is a KFUK tagja volt 1925-től, és 1938-tól 51-ig a szervezet alelnöke volt.[8] 1929-ben Hugo Cedergren (1891-1971) felesége lett, házasságuk gyermektelen maradt.
- Folke Bernadotte (1895–1948) diplomata, a Vöröskereszt vezetője, a második világháborúban, 1943 októberében és 1944 szeptemberében Göteborgban német és angol hadifogoly cseréjét szervezte meg. 1945. februárjában német koncentrációs táborokból menekít ki német és dán foglyokat. Palesztinában zsidó szélsőségesek ölték meg. Feleségétől Estelle Manville-tól (1904–1984) négy fia született.